# ニューディール (企業)
ニューディール株式会社は、東京都新宿区新宿に本社を置くホットヨガ関連事業を展開する株式会社。
1998年の創業時は音楽配信大手だったが、現在では完全撤退している。
1999年12月22日にインターネット総合研究所（IRI）と共に東証マザーズ上場第1号企業として上場した。しかし、後に上場廃止となり、事業は、株式会社オラビエに移管、ニューディール自体は社員を出向という形式をとり、会社も株式会社 高商物産が親会社となり、備品のリース会社自体が事実上の傘下に入った。

## 沿革
| 年   | 月 | 日 | |
| ---- | -- | -- | --- |
| 1997 | ?  | ?  | 株式会社ミュージック・シーオー・ジェーピー（現:株式会社エムティーアイ）の代表取締役 佐々木隆一が新たなベンチャーとして、リキッド・オーディオ日本法人の立ち上げを専務取締役の野中英紀、協力者の松川政裕らと企画するも、支援者のはずであった株式会社スーパーステージの黒木正博に横取りされる。 |
| 1998 | 7  | 16 | 株式会社リキッド・オーディオ・ジャパン設立。オーナーは黒木正博。 |
| 1999 | 12 | 22 | 東証マザーズに上場第1号企業として上場。主幹事証券会社は日興證券。 |
| 2000 | 1  | 31 | 上場記念パーティーを開催。浜崎あゆみ、鈴木あみ、小室哲哉ら豪華メンバーによるライブが話題となる |
| 2000 | 9  | 8  | 社長の大神田が退任し、日本レコード協会理事のアレクサンダー・アブラモフが就任。 |
| 2000 | 10 | 25 | 社長の大神田正文が警視庁捜査4課から逮捕監禁容疑で逮捕。後に実刑判決を受ける。 |
| 2001 | 7  | 12 | 米Liquid Audioより、日本法人との契約を解除される。（なお米リキッドオーディオは2002年12月9日に解散した） |
| 2001 | 10 | 1  | 商号を株式会社サイバー・ミュージックエンタテイメントに変更。 |
| 2002 | 3  | 14 | 親会社の株式会社スーパーステージが経営破綻。 |
| 2003 | 1  | 1  | 商号をニューディール株式会社に変更。 |
| 2008 | 10 | ?  | 株式会社ジェネシスダイナミクスの高橋博之が松澤英次を社長に任命。ファイナンスを行うため当時の代表取締役社長、向田尊洋を株式会社ジェネシスダイナミクスに呼び出し譲渡書類に印鑑 |
| 2008 | 11 | ?  | 株式会社ジェネシスダイナミクスの高橋博之が松澤英次を社長に任命。 |
| 2008 | 11 | ?  | 株式会社ジェネシスダイナミクスがファイナンスを実行意志がないまま上場廃止のきっかけとなる。 |
| 2008 | 12 | 9  | 株主名簿管理人である三菱UFJ信託銀行から委託手数料滞納を理由に2009年2月28日付で業務委託契約の解除を通告される。同日東京証券取引所は同社株を監理銘柄（確認中）として指定する。 |
| 2008 | 12 | 10 | 同日開催の取締役会において、関連企業のジェネシスダイナミクス株式会社の取締役で社外取締役の松澤英次が代表取締役社長に就任する。代表取締役社長、向田尊洋は、取締役に降格する。 |
| 2009 | 2  | 27 | 株式業務委託契約の解除が正式に決定。その結果、3月28日付けで東京証券取引所上場廃止が決定。 |
| 2010 | ?  | ?  | 業務を委託という形でオラビエ株式会社が運営を引き継ぐ |

## 事業展開
- ホットヨガ - 同社の登録商標であったが、世界的先駆者のビクラムズ・ヨガ・カレッジ・オブ・インディアの提訴により2008年5月30日付で使用ができなくなった。＜審決データベースより＞
- ファッション事業 - ジーンズのブランド「トゥルー・レリジョン」を展開。
- アクア事業 - ホットヨガのレッスン中に飲む水として電解水素水を製造する事業。

## デジキューブとの事件
コンビニエンスストアの情報端末での音楽配信事業参入に際し、競合となるデジキューブ（2003年自己破産）と対立し、リキッド・オーディオ・ジャパンの取締役が引き抜かれてデジキューブ関連会社会長に就任するなどしたほか、2000年4月にデジキューブの本社が銃撃されるという事件が発生した。
銃撃事件により警察の捜査が入り、社長の大神田正文らがデジキューブ関連会社会長を拉致・監禁したとして警視庁捜査4課（組織犯罪対策部）から逮捕監禁容疑で逮捕された。一方、デジキューブ関連会社会長はリキッド・オーディオ・ジャパンのメールサーバーに外部から不正にアクセスしたとして、不正アクセス行為の禁止等に関する法律（不正アクセス禁止法）違反で逮捕され罰金の略式命令を受けた。